# Korejski polotok
Korejski polotok je polotok v Vzhodni Aziji. Razteza se vzhodno od celinske Azije v Tihi ocean in je na vzhodu obdan z Japonskim morjem, z Južnim kitajskim morjem na jugu ter Rumenim morjem na zahodu.
Politično se deli na državi Demokratična ljudska republika Koreja na severu in Republiko Korejo na jugu.